# Stradario di Livorno (S-Z)
In questo Stradario di Livorno sono compresi i nomi di strade, piazze e luoghi del territorio comunale di Livorno e la loro storia, sia di quelli attuali che di quelli non più esistenti.

## S

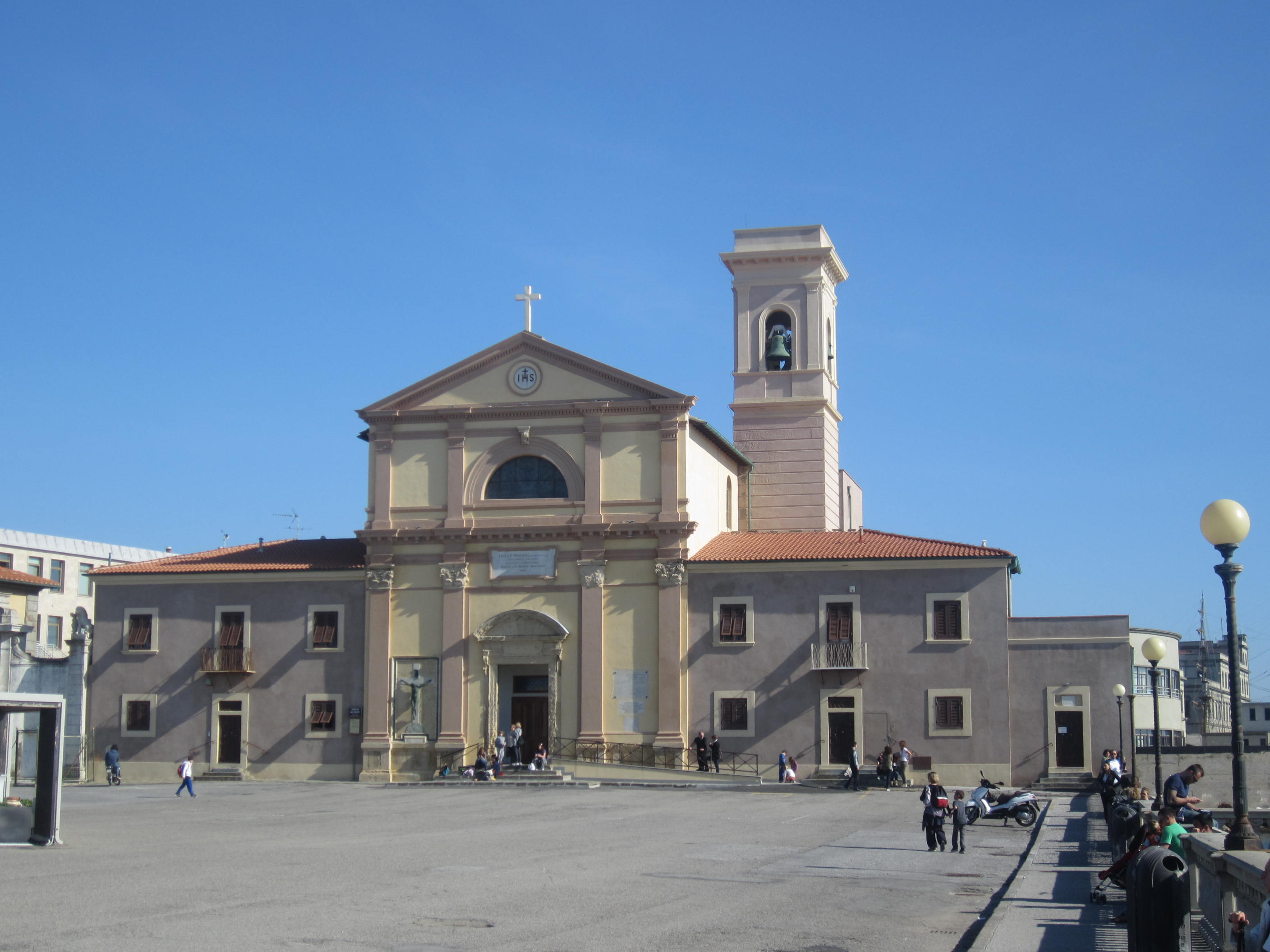
Piazza San Jacopo in Acquaviva

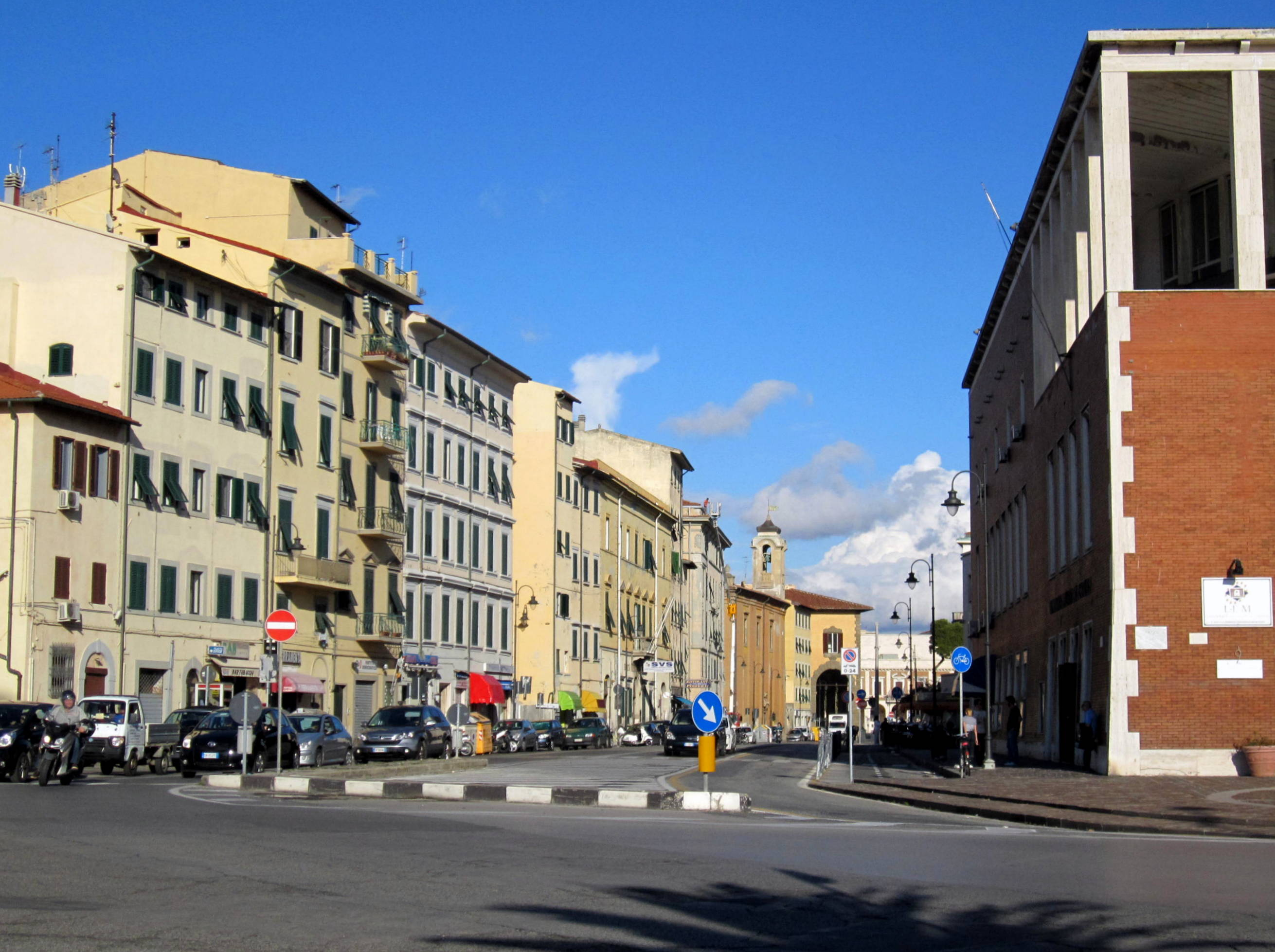
Via San Giovanni

Scali Aurelio Saffisi chiamarono scali San Cosimo dal 1858 al 1890 perché si trovavano sotto le mura del bastione San Cosimo e all'epoca comprendevano anche gli scali Luigi Bettarini. All'angolo con via Cossa si trovava il Teatro Politeama, costruito nel 1878 e scomparso nel 1969. Fra gli scali Saffi e via Buontalenti si trova il Mercato delle vettovaglie (popolarmente noto come "Mercato coperto"), aperto al pubblico il 1º marzo 1894.
Via Padre Giovanni Battista Saglietto
Via dei Salici
Via Luigi Salmi
Via della Salutefu realizzata nel 1857 con il nome di via San Pietro e limitata al tratto fra il mare e la via del Littorale, poi ebbe il nome attuale in riferimento alla Villa della Salute (costruita nel 1855), che si trova all'angolo con via Pendola. Il 2 maggio 1911 la strada fu estesa alla lunghezza attuale. A San Pietro era dedicata la cappella del vecchio cimitero costruito nel 1854. La Villa della Salute si chiamò anche Villa Del Nero (dal nome del proprietario), per cui la strada si chiamò anche via Del Nero. Nella parte più alta della strada si trova la Stazione di Antignano.
Via Giovanni Salvestricommediografo (1841 - 1890). La strada ha questo nome dal 1927.
Salviano (quartiere)anticamente era un borgo esterno alla città, ma nel corso del XX secolo è stato definitivamente inglobato nel tessuto urbano di Livorno. il toponimo è già attestato nel 960 e deriverebbe dal gentilizio romano Salvius, proprietario del fondo sul quale nacque il primo nucleo abitato della frazione. La chiesa (dedicata a San Martino) è stata costruita nella forma attuale nel 1781, ma l'abside faceva parte della chiesa precedente, che risaliva al 1078.
Via di Salvianoè una strada antichissima che prima della costruzione della nuova città medicea nel 1577 probabilmente iniziava dalla Porta a Terra della Livorno medievale, dopo la costruzione iniziava dalla strada degli Spalti (attuale via Mentana) e infine fu fatta partire dalla Porta alle Colline (attuale piazza Damiano Chiesa). Il tratto fino a Porta alle Colline (attuale via Gramsci) si chiamò via della Porta Leopolda. Indicazione del 1846: dall'esterno della Porta San Leopoldo passando dalla casa poderale detta del Bandinelli sopra il rio Maggiore, dalla chiesa di Salviano, dalle fornaci e mulini del Canaccini, passando e ripassando il rio Maggiore all'albero Gattrice, giunge al ponte di Spalla Rossa al piede della salita della Valle Benedetta, braccia 10.331 e ½, larga 10.
Via vecchia di Salviano
Via Gustavo Salviniattore drammatico (1859 - 1930). La strada ebbe questo nome nel 1952, anno in cui fu realizzata.
Via Salvino Salviniscultore (Livorno, 1829 - 1889). La strada ebbe questo nome il 3 settembre 1938, in precedenza era anonima.
Via della Sambucadalla chiesa della Valle Benedetta conduce all'antico romitorio della Sambuca, nell'alta valle dell'Ugione e compreso nel comune di Collesalvetti), attestato già nell'anno 1443. Il nome della strada è divenuto ufficiale il 21 luglio 1958.
Via San Carloprima del 1828 si chiamò via Dietro i Cappuccini ma il primo tratto fece parte di via del Cimitero inglese e poi di via della Crimea. Ebbe il nome attuale prima del 1846. Indicazione del 1817: strada sterrata nel sobborgo della Crimea tra il borgo dei Cappuccini e la via delle Spianate, al ponte del Fedi.
Via San Francescosi chiama così da prima del 1632 con riferimento al santo titolare della vicina cattedrale e alla chiesetta che dal 1595 al 1786 è esistita in questa strada, anch'essa intitolata a San Francesco e prima sede della Misericordia. Dal 25 ottobre 1901 al 14 novembre 1925 fu chiamata via Galileo Galilei. L'angolo ovest tra la strada e via del Cupido (attuale tratto di via Tre novembre posto tra la stessa via San Francesco e via Grande) era noto come "cantonata della Madonna di Montenero" perché intorno al 1780 vi era una sua immagine. L'angolo è scomparso con la demolizione dell'edificio interessato che si trovava nell'attuale piazza Barontini.
Via San Gaetanoha questo nome da prima del 1844 con riferimento ad un oratorio dedicato a questo santo e fatto costruire nel 1795 dal capitano Gaetano Ricci, proprietario di un podere con casa padronale in Coteto. Nella casa di Ricci abitavano anche alcuni inglesi che tra il 1818 e il 1822 ricevettero frequenti visite del poeta Percy Bysshe Shelley, abitante nella vicina Villa Valsovano.
Via San Giovanniesiste da prima del 1392 e prende nome dalla chiesa qui esistente fin dal 1256, anche se più piccola dell'attuale e orientata diversamente (l'entrata era su questa strada anziché su via Carraia come adesso). È la strada principale della Livorno medievale, chiamata in origine strada Maestra e si estende dalla piazza della Fortezza Vecchia al sito dell'antica Porta a Terra (un tempo posta tra le attuali Camera di Commercio e Banca d'Italia). In questa strada si trova la sede della Società Volontaria di Soccorso, che in precedenza era situata in via della Banca, all'ingresso principale dell'Ospedale di Sant'Antonio, fin dal 1890 quando nacque dalla fusione della Pubblica Assistenza con la Croce Verde.
Via San Giovanni Boscola strada ebbe questo nome nel 1927, anno in cui fu realizzata; inizialmente però si estendeva solo da piazza Damiano Chiesa a viale del Risorgimento, dove si trova tuttora la chiesa dei Salesiani. Nel 1950 fu estesa alla lunghezza attuale fino a via Bengasi.
Via San Giuseppe Cottolengo
Piazza della Sanitàsi riferisce all'Ufficio di Sanità Marittima qui esistito dal 1598.
Borgo San Jacopoprima del 1870 era unita all'attuale via San Jacopo in Acquaviva e si chiamava via del Borgo San Jacopo.
San Jacopo (località)
Piazza San Jacopo in Acquavivafu realizzata nel 1837 interrando un'insenatura. Prende nome dalla chiesa qui esistente fin da prima del 1187, inizialmente nata come romitorio agostiniano. La chiesa attuale è frutto di alcune sistemazioni ottocentesche. Accanto alla chiesa si trova in una nicchia la statua del granduca Pietro Leopoldo che dal 1773 al 1931 si trovò nel vicino Lazzeretto di San Leopoldo (oggi parte dell'Accademia Navale). Nella piazza si trova la statua a Benedetto Brin (proveniente dalla piazza a lato dell'Hotel Palazzo), fondatore dell'Accademia e sul lato abitato c'era in epoca preunitaria la caserma della Guardia Civica.
Via San Jacopo in Acquavivaprima del 1870 era unita a Borgo San Jacopo con il nome di via del Borgo San Jacopo ed era così indicata: dalla via lungo la cinta (via Montebello) in luogo detto il Campo alla Vela, passa sul fosso dei Lazzeretti, presso la casa Terreni e costeggiando il fosso dei Lazzeretti giunge alla strada dell'Ardenza al ponte del Lazzeretto di San Jacopo, braccia 1500. Qui si trova il Museo civico Giovanni Fattori.
Scali San Lorenzoin passato si chiamò via degli scali di San Lorenzo.
Via San Luigida prima del 1816 si chiamò via delle Capannucce, poi verso il 1860 ebbe il nome attuale.
San Marco (quartiere)è un quartiere attiguo a quello della Venezia Nuova ed è posto tra il Forte San Pietro e la Fortezza Nuova.
Via San Marcoebbe questo nome verso il 1817 con riferimento alle due vecchie e scomparse porte intitolate a questo santo, la più antica in piazza dei Domenicani (costruita nel 1703 e demolita nel 1802, quando era chiamata Porta Elisa), la più recente in piazza dei Legnami (la terza e ultima è quella che si trova ancora oggi in piazza Undici maggio).
Via San Marino
San Martino (quartiere)nome con il quale è noto il quartiere del Nuovo Centro, di prossima realizzazione.
Via San Martinoprima del 1867 si chiamò via del Palazzaccio.
Via San Matteosi chiama così da prima del 1867 e prende nome dalla chiesa qui costruita nel 1783.
Via San Sebastianosi chiamò anche via San Bastiano e prende nome dall'oratorio dedicato a questo santo, costruito nel 1539, trasformato in chiesa (vedi chiesa di San Sebastiano) nel 1633 per sciogliere un voto fatto durante la pestilenza degli anni 1629-1632. In origine la strada si chiamò via dei Quartieri della Colonnella, dal nome della compagnia che si trasferì qui nel 1610, poi prima del 1700 prese il nome attuale.
Piazza San Simoneè la piazza antistante alla chiesa di Ardenza costruita nel 1837 e dedicata a questo santo, in memoria di Simone Bini proprietario del terreno e principale finanziatore della costruzione.
Via San Simonela strada esiste da prima del 1867 e anch'essa come la piazza prende nome dalla chiesa di San Simone.
Via Eugenio Sansoniprimo sindaco di Livorno (1828 - 1906). In origine parte di via delle Mura, realizzata nel 1858 in seguito alla rettifica del tracciato del Fosso Reale, nel 1862 fu chiamata via del Telegrafo e nel 1927 ebbe il nome attuale. Si chiamò anche via dei Magazzini. Le mura a cui si riferiva il vecchio nome sono quelle costruite a partire dal 28 marzo 1577 che proteggevano la nuova città medicea (il cosiddetto Pentagono del Buontalenti). L'ufficio del telegrafo fu istituito nel 1847 con sede in tre stanze della Prefettura (in Piazza Grande), poi nel 1862 fu trasferito in via Sansoni e vi rimase fino al 1897.
Via Santa Barbaraprende nome dalla santa a cui era dedicata la chiesa della Misericordia, che si trovava in via Grande di fronte a questa strada e alla quale era annesso un ospedale militare, andato distrutto durante i bombardamenti aerei del 1943. Il primo tratto della strada, da via Grande a via delle Galere, fino a qualche anno prima del 1791 si chiamò via del Picchetto perché si trova di fianco alla caserma del Picchetto (costruita nel 1701 e sede del reggimento di fanteria Real Toscano), il secondo tratto (fra via delle Galere e via della Posta) si chiamò via della Frusta (già dal 1660) e il terzo tratto (oggi scomparso, tra via della Posta e la scomparsa via dei Lavatoi) via del Satiro già dal 1784, entrambe dal nome di due osterie. Da prima del 1784 il nome di via Santa Barbara fu limitato al tratto compreso fra via Grande e via delle Galere, poi nel 1870 fu esteso fino all'attuale via della Posta.
Via Santa Caterinail nome si riferisce alla chiesa dei Domenicani, qui costruita fra il 1720 e il 1739. Da prima del 1784 si chiamò via del Camposanto a causa di un cimitero demolito nel 1755 per costruire il Palazzo del Refugio, poi dal 1809 al 1871 si chiamò via delle Carceri e anche via dietro le Carceri perché la prigione fu qui trasferita, presso il Convento dei Domenicani, dal Palazzo Pretorio.
Via Santa Fortunatasi chiamò dal 1660 via delle Stalle per la presenza delle stalle del governatore. Dal 1846 ebbe il nome attuale che ricorda la santa già compatrona della città e le cui spoglie furono trasferite nel Duomo nel 1614. Qui si trovava lo Spedale della Marineria.
Via Santa Giuliala strada prende nome dalla chiesa che fu costruita qui nel 1602 e che accanto aveva un proprio cimitero, sul quale fu poi costruito nel 1696 l'oratorio di San Ranieri.
Via Sant'Agostinosi chiama così da prima del 1826 e prende nome dal romitorio del 1187, intitolato a questo santo e che si trovava a San Jacopo in Acquaviva.
Via Sant'Alò
Via Santa Luciafu realizzata nel 1838 e le fu dato il nome della chiesa di Santa Lucia che si trova nel Forte di Antignano dal 1370. In precedenza questa chiesa si trovava nei pressi dell'attuale incrocio fra via dei Pensieri e viale Italia: infatti sia il ponte che si trovava in corrispondenza di questo incrocio, sia il tratto iniziale della stessa via dei Pensieri erano intitolati a Santa Lucia.
Santa Lucia alle Sugherezona alla periferia est della città, in cui sorge la casa circondariale. Prende il nome dall'antica fattoria di cui rimane la villa padronale del XVIII secolo.
Via Sant'Andreain precedenza si chiamò via dei Condotti, via del Seminario e via dei Condotti Vecchi perché da qui passava l'acquedotto proveniente dalla località di Limone. Nel 1806 fu costruito un oratorio dedicato a Sant'Andrea, nel 1837 trasformato nella chiesa attuale. Il nome attuale fu assunto dalla strada prima del 1828, in riferimento alla chiesa di Sant'Andrea. All'inizio del Novecento era detta popolarmente "via sudicia".
Via Sant'Annaprende nome dalla chiesa della Natività della Madonna e di Sant'Anna. Arrivava fino alla barriera della Stazione Marittima, fatta costruire nel 1887 dal sindaco Niccola Costella. La chiesa era adiacente a quella di Crocetta e fu demolita nei primi anni del XX secolo.
Via Santa Vigiliacompatrona secondaria di Livorno dal 5 aprile 1642 fino al 1966 quando fu cancellata dal calendario diocesano. La strada ebbe questo nome prima del 1846.
Via Santelliha questo nome dal 1866 con riferimento allo storico cittadino Agostino Santelli.
Piazza Santi Pietro e Paolosi chiama così da prima del 1846, dal titolo della chiesa che qui si trova dal 1829. Già da prima del 1796 si chiamò via del Cimitero inglese e comprendeva anche il tratto iniziale dell'attuale via San Carlo. Il cimitero inglese della zona fu costruito nel 1646 ma alla fine del XVIII secolo era già stato chiuso.
Ponte Santissima Trinità
Via Sant'Omobonoprendeva nome dalla chiesa dedicata a questo santo che si trovava all'inizio della strada, lato piazza Cavallotti. La chiesa fu costruita nel 1657 sull'antico cimitero di Santa Giulia (come anche l'oratorio di San Ranieri) e fu demolita nel 1786. La strada aveva già questo nome intorno al 1784 ma si chiamò anche via San Giuseppe.
Bacino Santo Stefano
Via Santo Stefanoprima del 1846 una parte della strada si chiamò via Aulla, dal nome della famiglia la cui proprietà era attraversata dalla strada. Si è ipotizzato che la strada abbia un qualche riferimento all'ordine dei cavalieri di Santo Stefano. Nel 1911 una parte della strada fu dedicata ad Angelica Palli.
Santo Stefano ai Lupi (località)è una zona che in epoca medioevale era prossima a Porto Pisano. Qui infatti si trovavano una fonte per il rifornimento delle imbarcazioni e una chiesa dedicata a Santo Stefano.
Vicolo San Vincenzoha questo nome da prima del 1846.
Via Sardegnaha questo nome dal 1960.
Via Sardiintitolata al mercante Pietro Sardi (1666 - 1751) che nominò erede del suo patrimonio il comune di Livorno affinché con le rendite finanziasse gli studi di tre livornesi all'Università di Pisa. La strada ha questo nome da prima del 1846.
Via Urano Sartiscrittore vernacolare satirico, soprannominato "Il Pappa", attivo subito dopo la seconda guerra mondiale. Faceva l'operaio al cantiere navale.
Via Sasso Rossostrada del Castellaccio che si chiama così dal 1966 e prende nome dalla località che attraversa.
Porticciolo "Nazario Sauro"
Viale Nazario Sauronel 1888 vi furono costruite le nuove mura e la strada che le percorreva si chiamò dal 1889 via di Circonvallazione. Nel 1923 le mura furono demolite e il 18 agosto di quell'anno la strada ebbe il nome attuale. Nella Barriera Regina Margherita (all'incrocio fra viale Nazario Sauro e viale Italia) si trovò dal 1932 al 1962 il capolinea della linea ferroviaria Livorno-Tirrenia-Pisa, che attraversava la periferia cittadina percorrendo gli attuali viali Sauro, Boccaccio, Petrarca, Alfieri, Nievo e via Firenze, per poi lambire le zone portuali a nord della città.
Piazza Girolamo Savonarolaha questo nome dal 1960.
Via della Scalastrada realizzata in seguito alla rettifica del tracciato del Fosso Reale nel 1857, prende nome dalla scalinata che dalla strada porta agli scali Manzoni (il cui piano stradale è più in alto rispetto a quello di via della Scala).
Via Tiberio Scalinaturalista (1655 - 1737). La strada ebbe questo nome nel 1928.
Via degli Scalpellini
Via degli Scarronzonisi chiama così dal 1970, anno in cui fu realizzata e si riferisce al soprannome dei canottieri livornesi che vinsero diverse competizioni internazionali fra il 1929 e il 1940. "Scarronzoni" viene da scarrocciare.
Via Giuseppe Schiavazzi
Via Scirocco
Via dello Scolmatore
Scopaia (quartiere)
Via della Scopaia
Via Scozia
Via Scuola Comunalesi chiama così da prima del 1911 e prende nome dalla scuola che si trovava in questa strada.
Via del Seminarioprende nome dal Seminario Girolamo Gavi qui costruito tra il 1843 e il 1851. In precedenza faceva parte di via dei Condotti Vecchi.
Via Raffaello Sernesi
Via Serristorisi chiama così da prima del 1686, con riferimento ad Antonio Serristori, provveditore di Livorno dal 1655 al 1672. La strada si estendeva da via Cosimo Del Fante a via Cairoli, ma in precedenza era divisa in diverse parti con altrettanti nomi: via della Stufa (in riferimento ad impianti di riscaldamento per bagni pubblici), via della Maddalena, via dello Sdrucciolo, via dietro il Falcone. Nel 1954, con la demolizione degli edifici danneggiati dalla guerra, gran parte della strada entrò a far parte della nuova via Buontalenti.
Via Carlo Servoliniinsegnante, pittore, incisore (1876 - 1948). La strada ebbe questo nome nel 1966.
Via dei Sette Santisi chiama così dal 1972, con riferimento al titolo della parrocchia qui istituita il 12 febbraio 1965.
Via Luigi Settembrinisi chiama così dal 1962.
Piazza Alfredo Sforzinipartigiano caduto nel 1944. La piazza ebbe questo nome nel 1945 e in precedenza non aveva alcun nome ufficiale, anche se era comunemente nota come piazza d'Ardenza.
Calata Sgarallino
Piazza Andrea Sgarallinodal 1827 si chiamò piazza San Paolo, dal nome del santo a cui era dedicata una chiesa di Ardenza esistente fin dal 1277. Nel 1901 ebbe il nome attuale perché qui è la casa dove Andrea Sgarallino abitò fino alla morte.
Via Andrea Sgarallinodal 1827 si chiamò via San Paolo, dal nome del santo a cui era dedicata una chiesa di Ardenza esistente fin dal 1277. Nel 1901 ebbe il nome attuale perché qui è la casa dove Andrea Sgarallino abitò fino alla morte.
Via Jacopo Sgarallinogaribaldino. La strada ebbe questo nome nel 1912, anno in cui fu realizzata.
La Sgronda o Grondaantico toponimo che si riferiva all'antica linea della costa del Porto Pisano che andava lungo le attuali Via Fabio Filzi e Via Firenze verso nord fino alla fine della Via Provinciale Pisana nei pressi del torrente Ugione. Un tratto evidente dell'antica costa si può vedere nel terreno scosceso che costeggia il muro settentrionale del cimitero comunale "ai Lupi".
Via Percy Bysshe Shelleysi chiama così dal 21 gennaio 1931.
Via Sicilia
Via delle Siepiesistente da prima del 1867, si estendeva in origine da viale Marconi a via Roma. Nel 1936 il tratto fra via Roma e via Marradi fu rinominato via Gamerra, mentre il tratto fra via De Tivoli e via Calzabigi scomparve perché reso inutile dall'allungamento di viale Marconi. Prima del 1846 si chiamò via Parenti (dal nome della famiglia che qui possedeva degli immobili) ma il tratto che si congiungeva a via De Tivoli si chiamava via dei Vignacci. Nel 1966 fu delimitata all'estensione attuale, dove, vicino a via Mangini, si trovava la cappella Parenti, poi trasformata dall'abate Giovanni Notain Darauni nella chiesa dei siro-maroniti, che nel 1960 fu demolita e ricostruita.
Via Telemaco Signoriniebbe questo nome nel 1960.
Via Tobia Smolletscrittore britannico (Dalquhurn in Scozia, 16 marzo 1721 - Livorno, 17 settembre 1771). Smollett morì nella Villa Il Giardino (o Villa Gamba) ad Antignano e sepolto nel Cimitero inglese di via Verdi. La strada fu realizzata e così chiamata nel 1960.
Via dei Soffiatori del vetrostrada della zona industriale e artigianale del Picchianti.
Via Alfredo Soffredinimusicista e musicologo (Livorno, 1854 - Milano, 1923), maestro di Pietro Mascagni. La strada ebbe questo nome nel 1964, anno in cui fu costruita.
Via Solferinoin origine tratto della via Erbosa, dal 24 aprile 1838 si chiamò via del Gran Principe (in onore del principe ereditario di Toscana). Ebbe il nome attuale il 20 agosto 1859. Quando iniziò il traffico ferroviario nella vicina stazione San Marco (tra gli anni 1841 e 1848) la strada rimase quasi disabitata per anni a causa del rumore ritenuto insopportabile.
Via Pier Donato Sommati
Sorgenti (quartiere)
Via delle Sorgentisi chiamò via di Collina, strada di Colline, via delle Colline e via Collinese da prima del 1722 fino al 1900 quando le fu assegnato il nome attuale. In origine iniziava da via Provinciale Pisana, in corrispondenza dell'oratorio di Sant'Antonino (oggi restaurato, di fronte alla chiesa di San Matteo) e arrivava fino al fiume Ugione. Dal 1967 al 1970 fu assegnata a via delle Sorgenti anche l'attuale via Pian di Rota. Indicazione del 1722: dalla strada regia Pisana, presso la chiesina di S. Antonino al fiume Ugione ove si unisce alla strada comunitativa di Fauglia. Indicazione del 1846: Dalla via Regia Suburbana di faccia all'angolo delle mura della Barriera Fiorentina, presso il cimitero israelitico, passando dal Vigna sopra il torrente Cigna, dalla casa del podere Nuovo degli archi bassi, dai secondi archi, dal Campo al Melo nella valle della Bocca di Gesso, giunge all'Ugione e serve di confine fra Livorno e Collesalvetti, braccia 7387. Segue per buona parte il percorso dell'Acquedotto Lorenese, che dalle sorgenti di Colognole giunge a Livorno (da qui il nome della strada). Per questo motivo da alcuni è impropriamente detta via degli Archi: via degli Archi in realtà è un'altra strada di Livorno.
Via Spagna
Via Spalatoha questo nome dal 6 gennaio 1934.
Via Tito Sperimartire del Risorgimento (1825 - 1853). La strada fu realizzata nel 1958 e ha questo nome dal 27 gennaio 1960).
Spianatela denominazione si riferisce a tutta la fascia di terreno che si trovava tra le attuali corso Amedeo e corso Mazzini e il Fosso Reale che circondava a difesa la città murata; in tale zona per motivi di sicurezza militare non era possibile erigere nulla e il terreno doveva essere spianato e pianeggiante.
Via Rurik Spolidoro
Via Spronifu realizzata nel 1828 e il nome ricorda Ferdinando Sproni, gonfaloniere fino al 1831.
Via delle Stalleil nome ricorda una vecchia postazione dei Cavalleggeri. Da prima del 1660 si chiamò via del Monte d'oro, con riferimento al nome di una locanda.
Stazione (quartiere)è il quartiere che nei primi anni del XX secolo sorse nei pressi della Stazione di Livorno Centrale.
Via della Stazionea Quercianella, si chiama così dal 5 febbraio 1966, perché qui c'è la nuova stazione di Quercianella-Sonnino. In origine il fabbricato era ubicato più a nord, presso lo scomparso passaggio a livello, sul lato occidentale dei binari.
Via Niccolò Stenoneha questo nome dal 1966. Stenone fu a Livorno nel 1666.
Via dello Stilloin località Collonaia, qui si trovava la distilleria (da qui il nome della strada) della famiglia Corridi, già proprietaria di una villa nei dintorni.
Via Strozzisi chiama così perché una casa di questa strada (indicata come "casa delli Strozzi di Firenze") apparteneva a questa famiglia, tra i cui membri ci furono Marcello, primo capitano giusdicente della città nel 1421 e Bernardo, provveditore di Livorno nel 1574. Fin da prima del 1784 si chiamò via della Lepre, dal nome di un'osteria che aveva questo animale per insegna. Poi si chiamò via del Giardinetto per il piccolo giardino sul quale nel 1818 fu costruito il teatro del Giardinetto, poi intitolato a Gherardi del Testa. Anche l'Accademia dei Floridi era chiamata "del Giardinetto", perché ebbe la sua prima sede in questo teatro, fino al 1848 quando si trasferì al Teatro San Marco. Il tratto da via delle Stalle a via dell'Uffizio dei grani si chiamò verso il 1430 via dell'Ulivo, dal nome di un'osteria.
Via dello Struggino
Via Svezia
Via Svizzera

## T

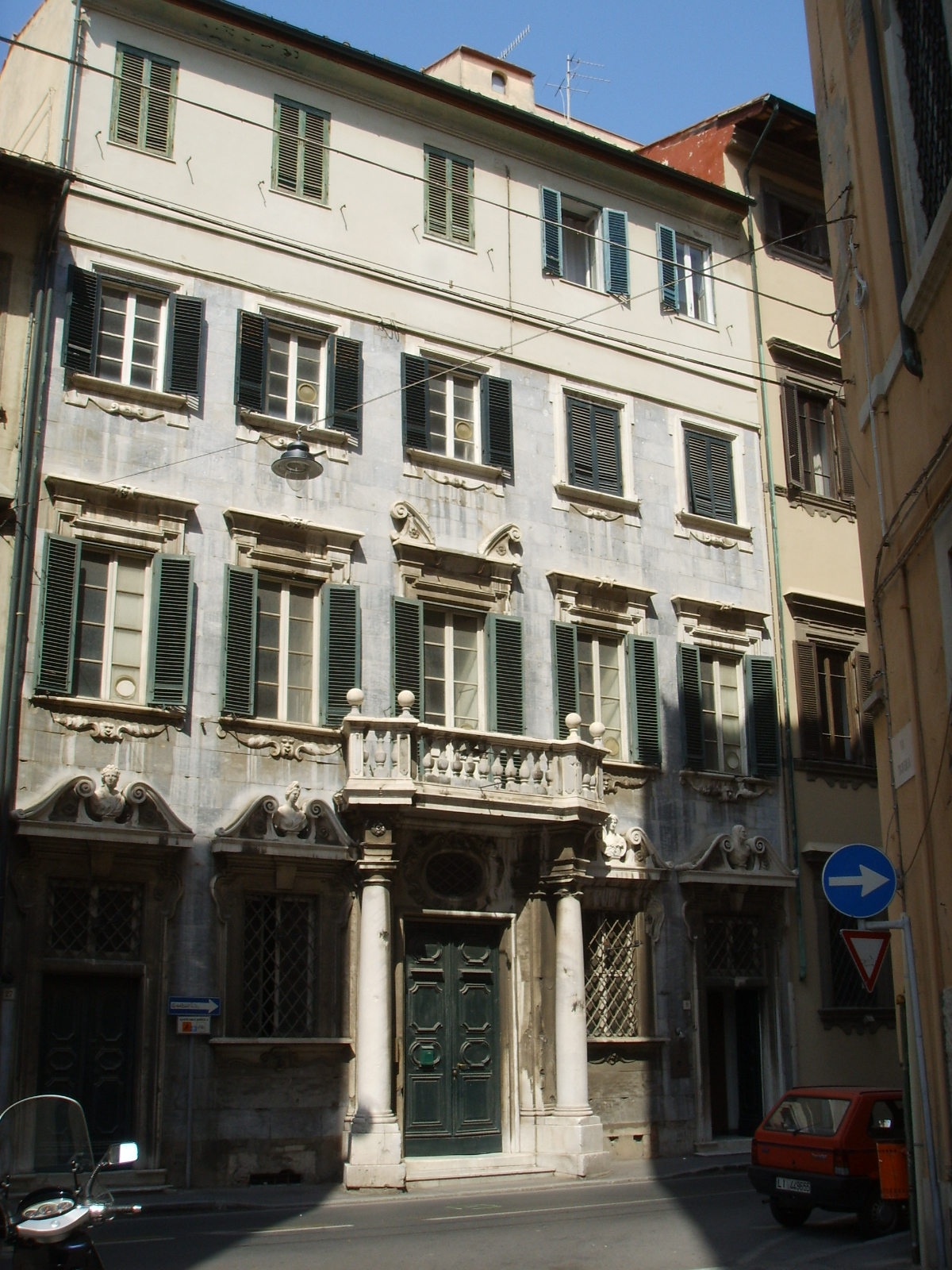
Palazzo delle Colonne di marmo visto dalla via Traversa

Via Pietro Taccala strada fu realizzata sul piazzale sorto in seguito alle demolizioni del 1939 che distrussero quanto rimaneva della Livorno medievale per costruire l'attuale Palazzo del Governo. La strada ebbe questo nome nel 1949 e fino al 1964 comprese anche l'attuale piazza dell'Unità d'Italia.
Via Niccola Tacchinardicantante lirico (1772 - 1859). La strada si chiama così dal 1936, quando fu realizzata.
Via delle Tamericiha questo nome dal 1867 circa.
Via Giovanni Targioni Tozzettiscrittore (Livorno, 1863 - 1934). La strada ha questo nome dal 1958.
Via Ottaviano Targioni Tozzettiscrittore (1832 - 1899). La strada ha questo nome dal 1972.
Via Cesare Tarriniscultore (Chianni, 14 marzo 1885 - Livorno, 1953).
Scali del Teatroebbero questo nome dopo il 1846 con riferimento allo scomparso Teatro San Marco (del quale oggi rimane solo parte della facciata). Il teatro fu costruito nel 1806 col nome di Carlo Lodovico, figlio della regina reggente d'Etruria Maria Luisa di Borbone. Aveva 136 palchi sistemati in cinque ordini, dipinti da Luigi Ademollo. Il teatro fu poi acquistato dall'Accademia dei Floridi che ne fece la sua sede.
Via Enrico Tellinigenerale (ucciso in Albania nel 1923). La strada ha questo nome dal 19 settembre 1923; in precedenza si chiamava Via Greca (da prima del 1784), in ricordo dei marinai greci delle galee granducali che qui abitavano. Indicazione del 1791: dalla piazzetta del Villano alla piazzetta di Porta Colonnella, lato pozzo, braccia 101.
Via del Tempioin origine si chiamò via della Sinagoga, poi da prima del 1784 si chiamò via della Scuola (termine che un tempo indicava la sinagoga) e il 9 gennaio 1872 fu rinominata via del Tempio, comprendendo anche il tratto dell'attuale via Chiarini vicino a via Piave. Dal 1939 al 5 agosto 1943 a causa delle leggi razziali il nome fu cambiato in via Dino Rimediotti, con riferimento al capitano dell'esercito caduto in Etiopia il 26 dicembre 1935. Rimediotti era stato anche comandante della squadra d'azione La Disperata di Livorno, succedendo al fondatore Marcello Vaccari. Tutti i nomi storici (a parte Rimediotti) si riferiscono alla Sinagoga, costruita in questa strada fra il 1591 e il 1603, danneggiata durante la seconda guerra mondiale, demolita e ricostruita nel 1962. Indicazione del 1686: dalla via Balbiana alle quattro cantonate degli Ebrei.
Via Umberto Terracini
Via Terrazziniesiste da prima del 1816; in precedenza la parte compresa fra via Pellegrini e via dell'Oriolino si chiamò via Disperati, dal nome di una famiglia che possedeva qui degli immobili.
Via Giuseppe Maria Terrenipittore (Livorno, 1739 - 1811). La strada fu realizzata nel 1861 e chiamata via del Ricovero, dall'edificio costruito proprio nel 1861, allo scopo di offrire un tetto ai mendicanti. In seguito il "ricovero" divenne una casa di riposo. Nel 1927 la strada ebbe il nome attuale.
Via Carlo Tesistorico e scrittore (1811 - 1891). La strada ebbe questo nome nel 1970, anno in cui fu realizzata.
Via del Testaioha questo nome dal 1899 in riferimento al ponte del Testaio (costruito prima del 1846), al podere del Testaio e alla Casina del Testai (esistente nel 1836).
Via Pilade Tevenèeducatore (Livorno, 1849 - 1916). La strada ebbe questo nome il 4 dicembre 1967.
Via Angelina Tiberinicantante lirica (1830 - 1913). La strada ebbe questo nome nel 1936, in precedenza si chiamò prima via della Fonte e poi via delle Scuderie.
Viale del Tirrenofu realizzato nel 1940 ed ebbe questo nome nel 1947. Questa strada parte da via Mondolfi e sale verso Monte Burrone per giungere a quello che doveva essere il Mausoleo di Costanzo Ciano, del quale invece rimane solo il basamento di forma cubica. L'opera fu costruita negli anni 1940-1943; comprendeva anche una torre che fungeva da faro e che fu demolita dai tedeschi il 9 luglio 1944.
Via Ettore Tociscrittore (1843 - 1899). Strada di Quercianella che ebbe questo nome nel 1927.
Via Nicolò Tommaseoha questo nome dal 1962.
Via Adolfo Tommasipittore (Livorno, 1851 - Firenze, 1933). La strada ebbe questo nome nel 1954.
Via Angiolo Tommasipittore (Livorno, 1858 - Torre del Lago, 1923). La strada ebbe questo nome nel 1958, anno in cui fu realizzata.
Via Michele Toncirestauratore, attivo nella prima metà del XIX secolo. In precedenza si chiamò via San Giorgio, dal nome della caserma dei carabinieri a cavallo qui esistente, e via degli Esautieri, dal nome di una famiglia che qui possedeva alcuni immobili. Il 22 luglio 1889 fu ripristinato il nome di via Tonci, che aveva già in origine. La strada fu realizzata nei terreni appartenenti alla famiglia Tonci.
Via Torinoebbe questo nome nel 1958, in riferimento alla FIAT che si trovava in questa strada.
Via del Torosi chiama così da prima del 1781, in riferimento ai vicini macelli.
Torre del Marzocco
Via della Torrettaesiste con questo nome da prima del 1611 e arrivava fino ai confini del Comune. Fa riferimento ad una delle sei torri che difendevano il porto e la cui esistenza è già attestata nel 1284. Dal 21 dicembre 1918 al 1941 si chiamò via Marna in ricordo della seconda battaglia della Marna, sul fronte occidentale della prima guerra mondiale. Indicazione del 1820: via della Torretta, dalla via del Riseccoli alla via del Calambrone.
Darsena Toscana
Via Toscanafu realizzata nel 1959 e così chiamata nel 1960.
Via Enrico Totiebbe questo nome nel 1934, anno in cui la strada fu realizzata.
Via Tramontana
Via dei Tranquilliera il nome di un circolo ricreativo. Prima del 1816 si chiamò via delle Capanne.
Via dei Trasportatori
Via Traversaha questo nome da prima del 1784, in precedenza si chiamò via dietro il Palazzo dei Franceschi di Pisa e Viucciola.
Via delle Traviha questo nome dal 1846 circa.
Via III Novembreebbe questo nome nel 1918, in riferimento alla data dell'armistizio di Villa Giusti. Il tratto fra via Grande e via San Francesco si chiamò fin da prima del 1660 via del Cupido, dal nome di un'osteria e poi verso il 1798 via Genovese e in seguito via delle Macine. Il nome di via Genovese fu poi esteso a tutta la strada fino alle vecchie mura. In seguito alla rettifica del tracciato del Fosso Reale, nel 1858 la strada fu estesa fino agli scali D'Azeglio (compresa cioè anche l'attuale via Cadorna) e tornò al vecchio nome di via del Cupido fino al 1918.
Via Trentostrada realizzata e così chiamata nel 1918.
Tre pontiè il nome con la quale è conosciuta la località e la spiaggia alla foce del Rio Ardenza. Prende nome dal ponte a tre luci sul torrente, posto fra la Rotonda e l'inizio del viale di Antignano e costruito nel 1898 al posto di un precedente ponte di legno realizzato nel 1859. In seguito ad un'alluvione avvenuta agli inizi degli anni novanta, al ponte furono aggiunte altre due luci.
Via Triestenel 1912 fu intitolata a Giovanni Giolitti, poi nel 1918 ebbe il nome attuale.
Via Tripolisi chiama così dall'8 dicembre 1911, in precedenza fece parte di via dei Condotti, detta poi via dei Condotti vecchi, perché qui passava il primo acquedotto mediceo di Livorno.
Via delle Tuberose
Via Filippo Turatiha questo nome dal 1958, anno in cui fu realizzata.

## U

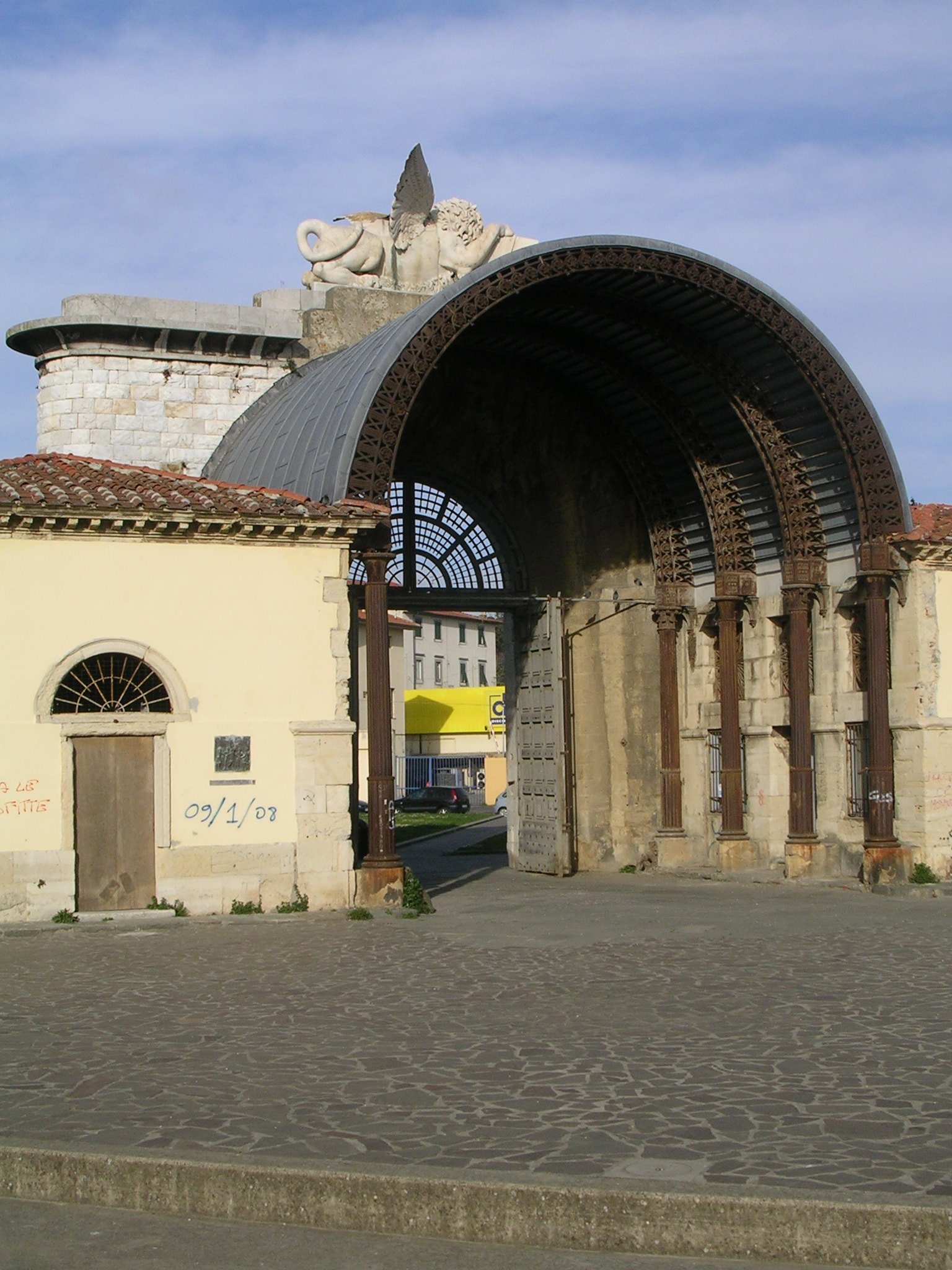
Piazza XI Maggio e Porta San Marco

Via dell'Uffizio dei Graniprima del 1784 si chiamò via degli Ammazzatoi Vecchi perché qui c'erano i primi macelli pubblici della città. Nomi precedenti furono via Dietro gli Strozzi e via degli Strozzi con riferimento alla famiglia fiorentina che qui possedeva degli immobili, via Guelfa e via dello Scrittoio dei Grani. Il nome attuale si riferisce ai magazzini di grano e agli uffici relativi che un tempo erano qui situati. Alcuni di questi magazzini, quelli denominati magazzini della Scala Santa, dovevano essere svuotati dal grano e adibiti a spese del Comune all'alloggio delle truppe di passaggio. Il piccolo tratto coperto che unisce la strada agli scali delle Ancore in passato si è chiamato Piccolo Chiasso. La strada si chiamò anche via Guelfa forse da prima del 1412 fino al 1846 (indicazione del 1825: via Guelfa, da via dell'Ulivo a via degli Ammazzatoi Vecchi, braccia 63, larga braccia 10).
Darsena Ugione
Via Ugione
Via Aurelio Ugoliniscrittore (1875 - 1907)
Via dell'Ulivetaconduce nella zona di Limone, dove sorge una villa di origini remote.
Via dell'Ulivostrada di Ardenza che si chiama così da prima del 1871.
Via Ulvi Liegistrada di Ardenza che prende il nome del pittore (vero nome Luigi Levi; Livorno, 1868 - 1939). La strada ebbe questo nome dal 1958. Nel suo tratto verso il mare si trova ancora un antico edificio che secondo la tradizione orale fu il convento di "Santa Lucia" del XVI-XVII secolo.
Via Umbriala strada ebbe questo nome nel 1960.
Piazza Undici maggioin precedenza si chiamò piazza San Marco (perché al centro della piazza si trova la Porta San Marco), poi dal 1889 al 1970 piazzale interno XI Maggio. La data fa riferimento all'11 maggio 1849, giorno culminante della difesa di Livorno dalle truppe austriache che assediavano la città in rivolta (si veda Invasione austriaca della Toscana (1849)).
Via dell'Ungheroprende nome da un'osteria qui situata nel 1846, anno in cui la strada ebbe questo nome. L'osteria a sua volta prendeva nome dall'unghero o ongaro, una moneta d'oro da quattro pezzi coniata in varie zecche italiane (tra cui Firenze nel 1655) ad imitazione del fiorino ungherese.
Piazza dell'Unità d'Italiafu realizzata nel 1949 dopo le distruzioni della seconda guerra mondiale e fece parte di via Pietro Tacca fino al 24 marzo 1964, quando ebbe il nome attuale che si riferisce alla presenza nella piazza della Statua equestre di Vittorio Emanuele II, qui trasferita da Piazza Grande. Ai lati della piazza si erge il Palazzo del Governo, nell'area che un tempo era occupata dal Bagno dei forzati.

## V

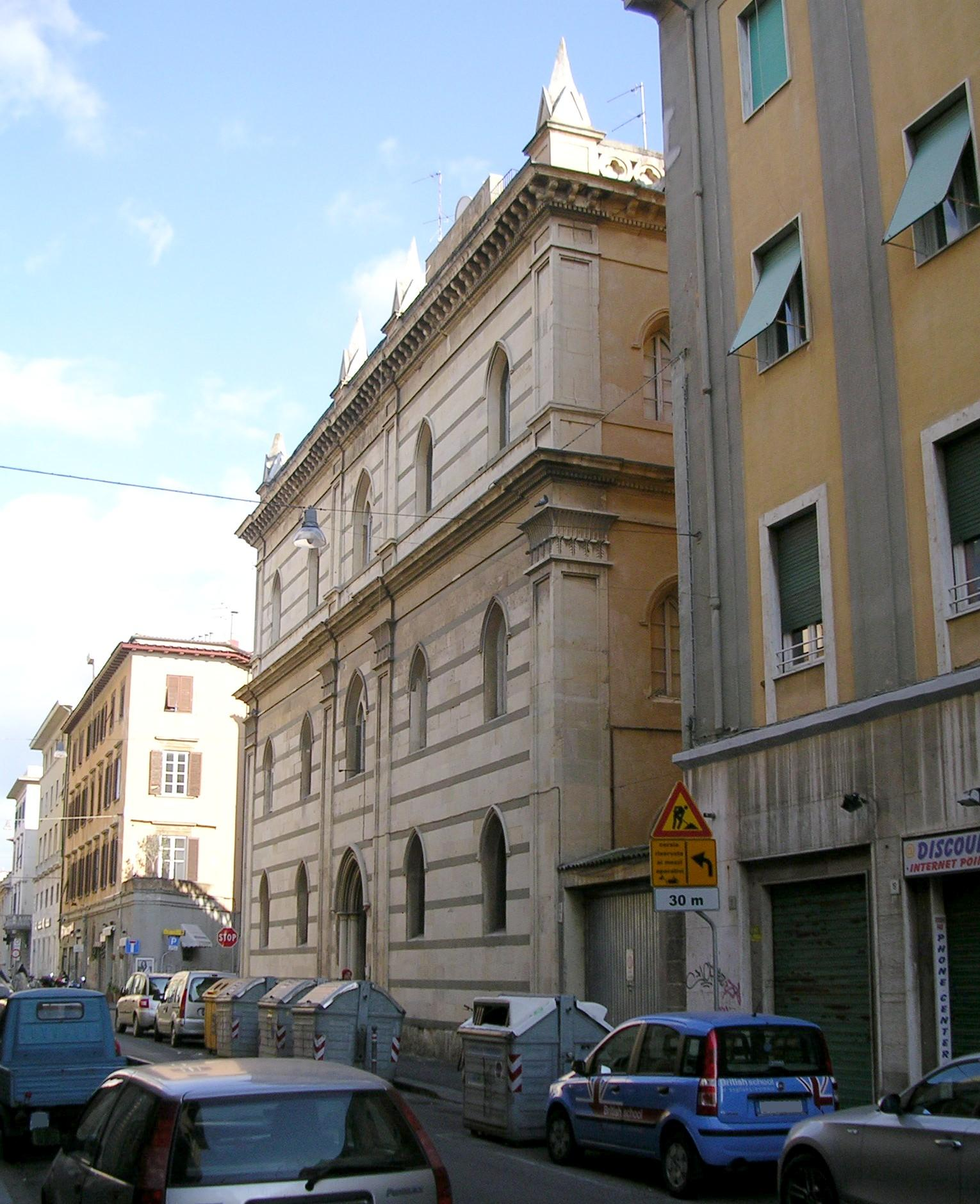
Via Verdi e chiesa valdese

Largo dei Valdesifu realizzato nel 1952 abbattendo una mura di cinta. Prende nome dalla chiesa qui esistente dal 1845 e in origine appartenente alla comunità scozzese presbiteriana. Qui si ergeva il Cinema Odeon, inaugurato nel 1952 e trasformato in un parcheggio multipiano a partire dal 2007.
Via Achille Valentigaribaldino (Livorno, 1843 - 1928). La strada ebbe questo nome nel 1962, anno in cui fu realizzata.
Valle Benedetta (frazione)
Via della Valle Benedettastrada che da Salviano conduce alla località di Valle Benedetta, sorta intorno alla chiesa del 1692. Da prima del 1846 si chiamò via del Canaccini il tratto che da Salviano arrivava fino alle case di questa famiglia. Vecchie indicazioni: parte della via di Salviano ai poderi Marignano e Tonci... fino alla chiesa e fino al confine del popolo di Colognole (1784); dal ponte di Spalla Rossa (osteria) al piede della salita, costeggiando il piazzale della chiesa della Valle e le cave del manganese, passa dalla Fociarella... al confine della Comunità di Collesalvetti (1846).
Via delle Vallicelleva da via della Valle Benedetta ai mulini della Sambuca in località Vallicelle. La strada ha questo nome da prima del 1846 ma è diventato ufficiale il 21 luglio 1958.
Viale dei Vallombrosanistrada di Montenero così chiamata in onore dei monaci custodi del santuario mariano dal 1792. LA strada ha questo nome dal 5 luglio 1930.
Via Paolo Vannuccisottotenente dell'esercito (Martinez, California, 1917 - Gruda, Bocche di Cattaro, 18 settembre 1943), medaglia d'oro della Resistenza. La strada ha questo nome dal 1960.
Via Varesesi chiama così dal 22 luglio 1889 in ricordo della vittoria di Giuseppe Garibaldi sugli austriaci avvenuta a Varese nel 1859.
Variante Aurelianel tratto urbano livornese fu realizzata negli anni settanta e ampliata tra gli anni ottanta e novanta fino a sud di Antignano. In origine congiungeva Salviano al paese di Stagno (Collesalvetti), ma successivamente, con la costruzione della Strada di grande comunicazione Firenze-Pisa-Livorno, fu posta in diretta comunicazione con l'Autostrada A12 e collegata mediante un raccordo alla suddetta superstrada per Firenze. L'ultimo tratto, nel paese di Stagno, fu quindi dismesso, mentre la realizzazione di un tunnel tra i quartieri di Antignano e Montenero permise di proseguire la strada verso sud, fino alla zona del Maroccone. È allo studio il completamento fino alla frazione di Quercianella, dove la Variante prosegue per Grosseto.
Via del Vascelloha questo nome dal 1970 in ricordo della battaglia del 1849 fra i garibaldini che difendevano la Repubblica Romana e i francesi.
Largo Vittorio Vaturigiureconsulto (1871 - 1937). Ha questo nome dal 1958.
Via dei Vecchi Orti
Darsena Vecchiafu scavata sotto Ferdinando I de' Medici sul finire del XVI secolo, nell'area antistante la Fortezza Vecchia.
Via della Vecchia Casinain origine si chiamò via dei Chiellini, poi intorno al 1825 si chiamò via della Casina e infine prima del 1846 ebe il nome attuale, sempre in riferimento all'antica Casina delle Ostriche, esistente fin dal 1600 lungo questo tratto del Fosso Reale.
Via Vecchia del Picchianti
Via Vecchia di Salvianoesiste da prima del 1600 ed è il vecchio percorso della via di Salviano antecedente la costruzione delle mura del 1835 (quelle costruite in corrispondenza degli attuali viali Alfieri e Petrarca).
Via della Vecchia Salitaè la strada che corre lungo la funicolare di Montenero. Ebbe questo nome anche la vicina via del Governatore.
Via del Vecchio Faro
Via del Vecchio Lazzaretto
Diga della Vegliaiafu costruita nel 1888 sopra uno scoglio che aveva questo nome e sul quale si trovava un'antica torre.
Via delle Velesi chiama così da prima del 1846, in riferimento ad una delle sei fabbriche di vele che esistevano in città.
Via Venetoha questo nome dal 1964.
Via della Veneziaha questo nome dal 9 gennaio 1872 in riferimento al quartiere della Venezia Nuova, in precedenza si chiamò via della Crocetta (dal soprannome della chiesa di San Ferdinando Re), via dei Trinitari (da prima del 1784, perché la chiesa era gestita dai padri trinitari), via delle Monachine (con riferimento alle suore addette all'ospedale delle donne) e via del Porticciolo e terminava al ponte di Crocetta (demolito nel 1889).
Venezia Nuovaquartiere sorto a partire dalla prima metà del XVII secolo.
Piazza XX Settembreha questo nome dal 5 settembre 1881. Nel 1958 fu collocata al centro della piazza la statua di Leopoldo II di Toscana opera di Paolo Emilio Demi che in origine si trovava in piazza della Repubblica, ma che fu danneggiata durante l'insurrezione del 1849 e tolta con decisione presa dal consiglio comunale nella notte fra il 6 e il 7 maggio, per restare nascosta da allora e per oltre un secolo nel vecchio arsenale del porto. Dal 1º novembre 1944 fino all'estate 2009 in questa piazza ebbe sede il cosiddetto "Mercatino americano". Dal 1835 al 1881 si chiamò piazza San Benedetto, dal nome dell'omonima chiesa qui costruita fra il 1817 e il 1837.
Via XXV Aprile 1945ha questo nome dal 1966.
Via Filippo Venutiscrittore (morto nel 1769). La strada ha questo nome dal 3 settembre 1938.
Via Giuseppe Verdiè in parte l'antica via del Cimitero inglese. Il tratto da via Ricasoli al Cimitero degli inglesi fece parte di via della Pace, in seguito (ma da prima del 1838) quando fu costruita l'attuale via Ricasoli la strada cambiò nome in via degli Elisi. Nel 1845 la strada fu prolungata fino a via San Carlo, nel 1863 fino a borgo Cappuccini e nel 1865 fino a piazza Mazzini. Il 1º marzo 1901 le fu assegnato il nome attuale. Il Cimitero degli Inglesi fu costruito in località Fundo Magno prima del 1646 su un terreno di proprietà del cavalier Adami. In questo cimitero è sepolto il poeta Tobias Smollett. Il cimitero fu interdetto nel 1838 e ne fu aperto un altro nell'attuale via Pera. In questa strada si trovano anche la sede della Arciconfraternita della Misericordia (dal 1952), la ex chiesa anglicana di San Giorgio e la chiesa valdese, entrambe costruite intorno alla metà del XIX secolo.
Via Giovanni Vergasi chiama così dal 14 febbraio 1972.
Via Don Giovanni Veritàsacerdote patriota (1807 - 1885). La strada ha questo nome dal 1962, anno in cui fu realizzata.
Via Giovanni da Verrazzano
Scali del Vescovadodal 1784 si chiamarono scali dello Spedale, in riferimento all'ospedale dei Gesuiti, che in seguito fu trasformato nell'attuale tribunale. Sul sito dell'attuale tribunale vi era anche la sede del vescovo, da cui il nome attuale della strada, da prima del 1846.
Viale Amerigo Vespucciebbe questo nome nel 1911, in precedenza fece parte di via Duca Cosimo; qui si trova la Villa Baiocchi.
Via dei Veterani dello Sportfiancheggia il nuovo palasport nella zona di Porta a Terra.
Vicolo dei Vetraiesiste da prima del 1876 e ha questo nome in riferimento alle due vetrerie che una volta qui esistevano da prima del 1776.
Via Giambattista Vicoebbe questo nome il 17 aprile 1962.
Via del Vignaaperta nel 1781, fu via vicinale fino al 1835 e chiamata "via delle case del Vigna" perché fiancheggiava le case del Vigna (così dette perché intorno al 1686 erano appartenute al capitano Stefano Vigna), dalle quali prese il nome anche la località, denominata Vigna. Fino al 1949 comprese anche l'attuale via Maffi. Indicazione del 1781: strada del Vigna; dalla strada dei Condotti, presso la Villa Fremura, passa dalle case del Vigna e attraversando la strada di Collina va ad imboccare nella strada regia pisana dirimpetto al camposanto degli Armeni, braccia 1911.
Via delle Vignaccestrada di Montenero Alto, prima del 1846 fece parte di via della Lecceta.
Piazza Pietro Vigostorico (Livorno, 1856 - 1918) e scrittore. La piazzetta nacque con la costruzione del liceo scientifico e dell'istituto tecnico commerciale ed ebbe questo nome il 10 febbraio 1929.
Piazza della Villa Chayes
Villa Corridi (Parco Pubblico)
Via Villa Gloriha questo nome dal 24 febbraio 1970.
Via Giovanni Villani
Via Pasquale Villaristorico (Napoli, 1826 - 1917). La strada ebbe questo nome nel 1972.
Via delle Villette
Via Giulio Cesare Vinziopittore (Firenze, 1881 - 1940). Ha questo nome dal 1958.
Via delle Viole
Via del Viperaio
Via Vitalbaha questo nome dal 1966.
Piazzale Vittime della Moby Prince
Piazza della Vittoriain origine vi era un prato con alcune case allineate sul lato destro e quello sinistro, poi nel 1836 (dopo l'epidemia di colera dei due anni precedenti) vi fu costruita la chiesa formando le due strade laterali denominate via Poggiali e via del Salcio, mentre lo spazio antistante la chiesa fu chiamato piazza del Soccorso, dal titolo della chiesa (Santa Maria del Soccorso). Nel 1889 furono demolite le case adiacenti alla chiesa facendo scomparire via Poggiali e via del Salcio, la piazza fu estesa alle dimensioni attuali e assunse il nome di piazza Magenta. Nel 1924 fu qui eretto il monumento ai caduti di guerra, opera dello scultore Mario Carlesi, e la piazza ebbe il nome attuale.
Via Vittorio Venetoda prima del 1784 si chiamò via del Fiore, poi via del Bastione della Cera (dal bastione eretto da Cosimo I dopo il 1537 in difesa del centro cittadino, situato fra le attuali via Fiume e via della Banca) e poi via del Corno, ma rimase sempre il nome di via del Fiore fino al 1918. Il "corno" era lo spigolo anteriore del Bastione della Cera che si trovava davanti all'entrata della strada.
Via Aristide Vivarellieducatore (1857 - 1930), fondatore della Scuola Arti e Mestieri. La strada ebbe questo nome nel 1949, anno cui fu realizzata.
Via Giuseppe Vivolistorico (Livorno, 1779 - 1853), compilò gli annali cittadini. La strada ha questo nome dal 9 gennaio 1872, prima era senza nome.
Via del Volontario
Via Alessandro Voltala strada fu realizzata nel 1858 e chiamata via del Fosso (perché termina alla spalletta del Fosso Reale) fino al 1927, anno in cui le fu assegnato il nome attuale.
Via della Voltinala "voltina" era un piccolo arco sovrastante la via che scomparve con le demolizioni seguenti all'epidemia di colera del 1837. La strada si chiamava così già nel 1784. Da prima del 1660 si chiamò via della Volticciola e anche via della Volticciola degli Strozzi. Si chiama "voltina" anche il sottopassaggio che si trova in via Garibaldi, di fronte a via dell'Oriolino.
Via del Voltoneha questo nome dal 1850 circa, quando fu costruita la grande volta su Fosso Reale che ha permesso la realizzazione dell'attuale piazza della Repubblica.

## W
Via Icilio Wan Bergheravvocato e giornalista (1807 - 1875). Amico di Guerrazzi, prese parte al movimento risorgimentale. La sua famiglia, cattolica, era originaria di Aquisgrana che lasciò in seguito alla guerra dei trent'anni. La grafia esatta del cognome è Von Berger, stabilita nel 1892 con una sentenza del tribunale. La strada fu realizzata nel 1963 ed ebbe questo nome con delibera del 24 marzo 1964.

## Z
Via Ilario Zambellitelegrafista della Regia Marina (Rio nell'Elba, 1909 - Roma, 24 marzo 1944), martire delle Fosse Ardeatine e medaglia d'oro della Resistenza italiana. La strada ebbe questo nome nel 1960, anno in cui fu realizzata.
Via Giovanni Zannacchinipittore e incisore (Livorno, 1884 - 1939). La strada ha questo nome dal 1958.
Piazzale Zararealizzato con la costruzione del porto industriale negli anni 1924 - 1932, ebbe questo nome nel 1936.
Via Elio Zemepolitico socialista (1896 - 1978), presidente della Fondazione Culturale d'Arte Trossi-Uberti.
Via Emilio Zolastrada realizzata intorno al 1840, chiamata dapprima via Fonda e poi via del Corallo, per un laboratorio di lavorazione del corallo che aveva sede in questa strada, e poi dal 1927 con il nome attuale. Dal 1902 al 1927, il nome di Emilio Zola era già stato dato al primo tratto dell'attuale viale Carducci, quello che va dal Cisternone a viale Ippolito Nievo. Il nome di Emilio Zola fu scelto come segno di amicizia nei confronti della Francia, verso la quale l'Italia stava migliorando i propri rapporti.